# Dato Marsagišvili
Dato Marsagišvili (gru. დათო მარსაგიშვილი) (Arša, Gruzija, 30. ožujka 1991.) je gruzijski hrvač slobodnim stilom koji je na Olimpijskim igrama u Londonu 2012. osvojio broncu u težinskoj kategoriji do 84 kg. Također, Marsagišvili je 2012. i 2013. bio europski prvak na EP-ima održanim u Beogradu i Tbilisiju.

## Karijera

### OI 2012. London
| London 2012.      | London 2012. | London 2012.      | London 2012.    |
| Protivnik         | Zemlja       | Uspjeh            | Natjecanje      |
| ----------------- | ------------ | ----------------- | --------------- |
| Orgodolyn Üitümen | Mongolija    | 9:1, 7:4; pobjeda | osmina finala   |
| Jaime Espinal     | Portoriko    | 4:6, 1:7; poraz   | četvrtfinale    |
| Andrew Dick       | Nigerija     | BB, pobjeda       | repesaž         |
| Soslan Gattsiev   | Bjelorusija  | 3:0, 3:1 pobjeda  | borba za broncu |

## Vanjske poveznice
- Profil hrvača na web stranicama Svjetske hrvačke organizacije